# سنکا ۲۶۰۸
سیارک ۲۶۰۸ (به انگلیسی: 2608 Seneca، نامگذاری:1978DA) دو هزار و ششصد و هشتمین سیارک کشف شده‌است که در ۱۷ فوریه ۱۹۷۸ کشف شد.
قدر مطلق سیارک برابر ۱۷٫۵۲ است.